# لاکی لندینگ مارینا اند سپلانه بیس
لاکی لندینگ مارینا اند سپلانه بیس (به انگلیسی: Lucky Landing Marina and Seaplane Base) یک فرودگاه همگانی بهره‌برداری هوایی است که یک باند فرود آب دارد و طول باند آن ۴۵۷۲ متر است. این فرودگاه در کشور ایالات متحده آمریکا قرار دارد و در ارتفاع ۳۵ متری از سطح دریا واقع شده است.